# Debby Miller, une fille du New Jersey

Hysterical Blindness

Debby Miller, une fille du New Jersey ou L'Aveuglement hystérique au Québec (Hysterical Blindness) est un téléfilm américain réalisé par Mira Nair, diffusé pour la première fois sur HBO le 21 août 2002. C'est l'adaptation de la pièce Hysterical Blindness de Laura Cahill, qui a également écrit le scénario du film. Il raconte l'histoire de Debby et Beth, deux amies en quêtes d'amour et de bonheur dans un quartier ouvrier du New Jersey, à la fin des années 1980. En 2003, Uma Thurman, protagoniste et productrice déléguée du film, remporte le Golden Globe de la meilleure actrice dans une mini-série ou un téléfilm pour son interprétation du rôle de Debby Miller. Gena Rowlands et Ben Gazzara remportent respectivement l'Emmy Award de la meilleure actrice et du meilleur acteur dans un second rôle dans une mini-série ou un téléfilm pour les rôles de Virginia Miller et Nick Piccolo. Le générique de début, réalisé par Trollbäck + Company, remporte l'Emmy Award for Outstanding Main Title Design (en).

## Synopsis
En 1987, à Bayonne, une ville du New Jersey, Debby Miller se voit diagnostiquer une « cécité hystérique », une maladie provoquant l'estompement de sa vue par moments. Le médecin lui conseille de profiter de la vie avec ses amies. Avec sa meilleure amie Beth, elles se rendent dans leur bar préféré, l'Ollie's, pour boire un verre et trouver un homme. Beth flirte avec le barman, ce qui met Debby en colère. Elle sort du bar et rencontre Rick. Bien que Rick ne montre que peu d'intérêt pour elle, Debby parvient à le convaincre de l'accompagner jusqu'à sa voiture. En guise de remerciement, elle lui propose de lui offrir un verre et lui indique qu'elle sera au même bar le lendemain.
Le lendemain, ils se croisent de nouveau à l'Ollie's, et Debby lui propose d'aller ailleurs. Finalement, ils se retrouvent chez Rick. Il devient vite évident que Rick n'éprouve qu'un faible intérêt pour Debby. Pour accélérer les choses, elle lui dit qu'elle « fait de super fellations ». Après leur rencontre, Debby pense avoir trouvé l'amour, mais Rick ne recherchait qu'une aventure sans lendemain. Debby rentre chez elle.
Sa mère, Virginia, fréquente un homme plus âgé, Nick, qui lui propose de partir vivre avec lui en Floride, mais il meurt d'une crise cardiaque. Virginia prend conscience qu'avant de rencontrer Nick, elle vivait en attendant que les choses lui arrivent, sans les provoquer. À la fin, Debby, Beth et Virginia luttent pour trouver un équilibre et réalisent que tout ce dont elles ont besoin, c'est d'elles-mêmes,,.

## Fiche technique
- Réalisation : Mira Nair

## Distribution
- Uma Thurman : Debby Miller
- Juliette Lewis : Beth Toczynski
- Gena Rowlands : Virginia Miller
- Justin Chambers : Rick
- Ben Gazzara : Nick Piccolo
- Anthony DeSando (en) : Bobby
- Jolie Peters : Amber Autumn Toczynski
- Callie Thorne : Carolann